# بهرام شیردل (فیلم)
بهرام شیردل فیلمی به کارگردانی امین امینی و نویسندگی احمد نجیب‌زاده محصول سال ۱۳۴۷ است.

## داستان
همزمان با مرگ خلیفه همسرش «بانو» پسری به دنیا می‌آورد و نامش را «علی» می‌گذارد…

## بازیگران
- رضا بیک ایمانوردی
- فرانک میرقهاری
- شهلا ریاحی
- محمد عبدی
- یوری
- رمضان شهری
- منوچهر اخضرپور
- شعبان شهری
- عباسی
- رحیمی
- علی اکبر مهدوی فر
- جهانگیر جهانگیری
- مهری مهرنیا
- شکوه